# Chip-Veredelung
Die Chip-Veredelung, auch Chip-Budding, Plattenokulation und Span-Veredelung, ist eine Art der Augenveredelung (Okulation), sie wird zeitig im Frühjahr und auch im Sommer angewendet.
In Europa ist diese Veredelungsart nicht so bekannt, in den USA und in England wird die Chip-Veredelung jedoch schon länger angewendet, auch in Israel wird sie bei der Pflanzenveredelung von Zitruspflanzen angewandt.
Vorgangsweise: Die Unterlage wird vor dem Veredelungstermin im Bereich der Veredelungsstelle von den seitlichen Trieben gesäubert, anschließend wird an der Unterlage ein horizontaler, schräg nach unten gerichteter Schnitt ca. 2–3 mm tief angebracht. Der zweite Schnitt wird ca. 3 cm oberhalb der ersten Schnittstelle angesetzt und nach unten geführt, so dass ein Keil herausgeschnitten wird, den man nicht mehr braucht und der fortgeworfen werden kann bzw. als Muster für den zu schneidenden Chip dient. Danach schneidet man an einem einjährigen Edelreis mit den gleichen Schnitten ein schlafendes Auge heraus, das genau in die Schnittstelle der Unterlage passen muss, sodass die grünen Schichten der Rinde (Kambium) miteinander fluchten. Das eingesetzte Auge und die Unterlage werden mit Bast oder einem Gummiband umwickelt. Bei der Veredelung im Frühjahr müssen die Schnittstellen noch mit Baumwachs verstrichen werden, bei der Sommerveredelung ist ein Verstreichen nicht notwendig.
Vorteile gegenüber der Okulation:
- Die Unterlage braucht nicht zu "lösen", daher kann auch "gechipt" werden, wenn ein Okulieren nicht mehr oder noch nicht möglich ist.
- Beim Okulieren kann es passieren, dass das veredelte Auge überwallt wird (z. B. bei früher Veredelung von Acer platanoides 'Globosum'). Diese Gefahr ist beim Chippen nicht gegeben.

Nachteile gegenüber der Okulation:
- Erhöhter Zeitaufwand, da nicht mit einem Okulations-Schnell-Verband verbunden werden kann, sondern mit Gummiband verbunden werden muss. Diese Arbeit wird zweckmäßigerweise vom Veredler selbst ausgeführt (nicht wie beim Okulieren von einem Helfer).

## Belege und Anmerkungen
1. ↑  Joost Langnitz: Pflanzen veredeln für Einsteiger: Die Komplettanleitung zur Pflanzenveredelung durch Pfropfen, Okulieren & Kopulieren bei Rosengewächsen, Obst- & Ziergehölzen. Psiana Verlag, 2023, ISBN 978-3-7576-0674-9.
2. ↑  Bild einer Chip-Veredelung